# ЛИБОР
ЛИБОР или Лондонска међубанкарска стопа (енгл. London Interbank Offered Rate) представља дневну референтну каматну стопу по којој банке једна другој нуде новац за посуђивање на лондонском међубанкарском тржишту.

## За валуте
Либор се користи као референтна стопа за финансијске инструменте као што су:
- Камате на валуте, посебно на долар
- Форвард уговори
- Своп каматних стопа
- Фјучерси

За евро постоје Еурибор стопе, које припрема европска банкарска федерација. За евро постоји ЛИБОР али се мање користи (за SWAP кредите).

## Техничке појединости
Сваки дан у 11 сати пре подне по лондонском времену објављују се ЛИБОР стопе, које представљају филтрирани просек међубанкарских стопа. Током дана стварна каматна стопа ће варирати. ЛИБОР је значајан за следеће валуте:
- Долар
- Фунта стерлинга
- Швајцарски франак
- Јапански јен
- Канадски долар
- Данска круна